# Ceratoperla schwabei
Ceratoperla schwabei är en bäcksländeart som beskrevs av Joachim Illies 1963. Ceratoperla schwabei ingår i släktet Ceratoperla och familjen Gripopterygidae. Inga underarter finns listade i Catalogue of Life.